# Wuppertaler Sport-Verein 2011-2012
Questa voce raccoglie le informazioni riguardanti il Wuppertaler Sport-Verein nelle competizioni ufficiali della stagione 2011-2012.

## Stagione
Nella stagione 2011-2012 il Wuppertal, allenato da Karsten Hutwelker e Hans-Günter Bruns, concluse il campionato di Regionalliga ovest al 5º posto.

## Rosa
| N. |                     | Ruolo | Calciatore          |
| -- | ------------------- | ----- | ------------------- |
| 1  | Germania (bandiera) | P     | Sascha Samulewicz   |
| 2  | Germania (bandiera) | C     | Björn Weikl         |
| 3  | Germania (bandiera) | C     | Benjamin Baltes     |
| 4  | Germania (bandiera) | D     | Robert Fleßers      |
| 5  | Germania (bandiera) | D     | Stefan Lorenz       |
| 6  | Germania (bandiera) | C     | Dennis Brinkmann    |
| 7  | Germania (bandiera) | C     | Rachid El Hammouchi |
| 8  | Belgio (bandiera)   | D     | Tom Moosmayer       |
| 9  | Germania (bandiera) | A     | Christian Knappmann |
| 10 | Albania (bandiera)  | A     | Bekim Kastrati      |
| 11 | Germania (bandiera) | A     | Marco Quotschalla   |
| 12 | Germania (bandiera) | P     | Bastian Sube        |
| 14 | Germania (bandiera) | D     | Daniel Flottmann    |
| 15 | Germania (bandiera) | C     | Marcel Landers      |

| N. |                     | Ruolo | Calciatore           |
| -- | ------------------- | ----- | -------------------- |
| 16 | Germania (bandiera) | D     | Thomas Schlieter     |
| 17 | Germania (bandiera) | C     | Ben Abelski          |
| 18 | Giappone (bandiera) | C     | Ken Asaeda           |
| 19 | Germania (bandiera) | D     | Lukas van den Bergh  |
| 20 | Germania (bandiera) | C     | Jan-Steffen Meier    |
| 21 | Germania (bandiera) | D     | Jörn Zimmermann      |
| 22 | Germania (bandiera) | D     | Felix Herzenbruch    |
| 23 | Germania (bandiera) | C     | Nico Matern          |
| 24 | Germania (bandiera) | P     | Christoph Semmler    |
| 25 | Polonia (bandiera)  | C     | Maciej Zięba         |
| 31 | Germania (bandiera) | D     | Felix Haas           |
| 32 | Austria (bandiera)  | P     | Martin Klafflsberger |
|    | Turchia (bandiera)  | D     | Devrim Kalaycı       |

## Organigramma societario
Area tecnica
- Allenatore: Hans-Günter Bruns
- Allenatore in seconda: Björn Weikl
- Preparatore dei portieri: Dirk Zimmermann
- Preparatori atletici:
- Analisi video:

## Calciomercato

### Sessione estiva
| Acquisti | Acquisti            | Acquisti            | Acquisti |
| R.       | Nome                | da                  | Modalità |
| -------- | ------------------- | ------------------- | -------- |
| C        | Ben Abelski         | F. Düsseldorf II    |          |
| C        | Ken Asaeda          | Hessen Kassel       |          |
| C        | Benjamin Baltes     | Excelsior           |          |
| C        | Dennis Brinkmann    | Coblenza            |          |
| D        | Robert Fleßers      | LR Ahlen            |          |
| D        | Daniel Flottmann    | LR Ahlen            |          |
| D        | Felix Herzenbruch   | Wuppertal U19       |          |
| A        | Christian Knappmann | Wacker Burghausen   |          |
| C        | Marcel Landers      | RW Oberhausen       |          |
| C        | Nico Matern         | Halle U19           |          |
| C        | Jan-Steffen Meier   | Wuppertal U19       |          |
| D        | Thomas Schlieter    | RW Oberhausen       |          |
| C        | Maciej Zięba        | Bayer Leverkusen II |          |
| D        | Jörn Zimmermann     | Wuppertal U19       |          |

| Cessioni | Cessioni           | Cessioni           | Cessioni |
| R.       | Nome               | a                  | Modalità |
| -------- | ------------------ | ------------------ | -------- |
| C        | Adem Cabuk         | LR Ahlen           |          |
| C        | Dominik Ernst      | Schalke 04 II      |          |
| C        | Marcel Großkreutz  | ASC 09 Dortmund    |          |
| P        | Daniel Grün        | VfL Alfter         |          |
| C        | Markus Heppke      | Rot-Weiss Essen    |          |
| C        | Michael Holt       | Meppen             |          |
| D        | Babacar M'Bengue   | F. Düsseldorf II   |          |
| A        | Silvio Pagano      | Fortuna Colonia    |          |
| D        | Waldemar Schattner | Siegen             |          |
| A        | Benedikt Schröder  | Velbert            |          |
| A        | Milko Trisic       | Wattenscheid 09    |          |
| D        | Sebastian Zinke    | Sportfreunde Lotte |          |

### Sessione invernale
| Acquisti | Acquisti          | Acquisti      | Acquisti |
| R.       | Nome              | da            | Modalità |
| -------- | ----------------- | ------------- | -------- |
| A        | Marco Quotschalla | Schalke 04 II |          |

| Cessioni | Cessioni       | Cessioni                | Cessioni |
| R.       | Nome           | a                       | Modalità |
| -------- | -------------- | ----------------------- | -------- |
| A        | Jérôme Assauer | Sportfreunde Lotte      |          |
| P        | Kevin Rauhut   | Alemannia Aquisgrana II |          |
| A        | Erhan Zent     | Velbert                 |          |

## Risultati

### Regionalliga

#### Girone di andata
| Wuppertal 5 agosto 2011, ore 19:00 CEST 1ª giornata | Wuppertal    | 0 – 0 referto | F. Düsseldorf II | Stadion am Zoo (2 900 spett.)\| Arbitro: \| Weickenmeier \| |
| Arbitro:                                            | Weickenmeier |               |                  |                                                             |

| Arbitro: | Rott |

|                                   |           |  |
| Laux 26’ Montabell 47’ Pagano 59’ | Marcatori |  |

| Arbitro: | Glasmacher |

|               |           |          |
| Knappmann 67’ | Marcatori | 68’ Durm |

| Arbitro: | Heft |

|               |           |               |
| Buchtmann 33’ | Marcatori | 83’ Knappmann |

| Arbitro: | Steuer |

|                                           |           |  |
| Knappmann 51’, 67’ Asaeda 54’ Assauer 74’ | Marcatori |  |

| Arbitro: | Dingert |

|          |           |               |
| Gros 31’ | Marcatori | 53’ Knappmann |

| Arbitro: | Wingenbach |

|              |           |                         |
| Knappmann 6’ | Marcatori | 4’ Kaminski 25’ Brinker |

| Arbitro: | Günsch |

|                                    |           |                                              |
| Heubach 5’, 46’ King 8’ Younes 69’ | Marcatori | 55’ (aut.) Bastürk 66’, 71’ (rig.) Knappmann |

| Arbitro: | Siewer |

|                                                          |           |                    |
| Knappmann 2’, 63’ Assauer 29’ Schlieter 53’ Kastrati 83’ | Marcatori | 47’ Tokat 73’ Kaya |

| Arbitro: | Skorczyk |

|                                        |           |               |
| Wassinger 9’, 43’ Wolff 37’ Kefkir 45’ | Marcatori | 87’ Moosmayer |

| 15 ottobre 2011 11ª giornata |  | – turno di riposo |  |  |

| Arbitro: | Willenborg |

|                           |           |                     |
| Abelski 46’ Schlieter 76’ | Marcatori | 4’ Wooten 74’ Saiti |

| Arbitro: | Storks |

|  |           |                      |
|  | Marcatori | 77’ (rig.) Knappmann |

| Arbitro: | Kempkes |

|               |           |                       |
| Knappmann 35’ | Marcatori | 25’, 56’, 67’ Fischer |

| Arbitro: | Schmitt |

|                                        |           |               |
| Drescher 60’ Pagenburg 64’ Kulabas 70’ | Marcatori | 19’ Moosmayer |

| Arbitro: | Athanassiadis |

|                                           |           |            |
| Flottmann 43’ Moosmayer 51’ Knappmann 90’ | Marcatori | 87’ Jansen |

| Arbitro: | Fritsch |

|  |           |                                                |
|  | Marcatori | 9’ (rig.), 17’, 24’ (rig.) Knappmann 75’ Zięba |

| Arbitro: | Ehlers |

|                       |           |  |
| Zięba 38’ Fleßers 62’ | Marcatori |  |

| Arbitro: | Riehl |

|                                  |           |  |
| Boyd 56’ Vrančić 88’ (rig.), 90’ | Marcatori |  |

#### Girone di ritorno
| Düsseldorf 21 gennaio 2012, ore 14:00 CET 20ª giornata | F. Düsseldorf II | 0 – 0 referto | Wuppertal | Paul-Janes-Stadion (995 spett.)\| Arbitro: \| Börner \| |
| Arbitro:                                               | Börner           |               |           |                                                         |

| Arbitro: | Riehl |

|               |           |  |
| Moosmayer 63’ | Marcatori |  |

| Arbitro: | Bischof |

|             |           |                         |
| Tankulić 3’ | Marcatori | 37’ Schlieter 71’ Zięba |

| Arbitro: | Schröder |

|             |           |                          |
| Fleßers 48’ | Marcatori | 39’ Przybyłko 74’ Thelen |

| Arbitro: | Schlager |

|             |           |               |
| Deville 59’ | Marcatori | 51’ Knappmann |

| Arbitro: | Günsch |

|  |           |           |
|  | Marcatori | 49’ Stahl |

| Arbitro: | Kleinschmidt |

|                     |           |  |
| Lauretta 41’ (rig.) | Marcatori |  |

| Arbitro: | Schmitt |

|                              |           |  |
| Knappmann 38’, 70’ Zięba 49’ | Marcatori |  |

| Arbitro: | Wijnen |

|            |           |               |
| Denker 30’ | Marcatori | 82’ Flottmann |

| Arbitro: | Marx |

|                                           |           |  |
| Knappmann 42’ Fleßers 57’ Quotschalla 60’ | Marcatori |  |

| 31 marzo 2012 30ª giornata |  | – turno di riposo |  |  |

| Arbitro: | Blos |

|                        |           |                                     |
| Zellner 58’ Freyer 88’ | Marcatori | 62’, 65’ (rig.), 70’, 74’ Knappmann |

| Arbitro: | Frömel |

|                                  |           |  |
| Flottmann 23’ Knappmann 62’, 72’ | Marcatori |  |

| Arbitro: | Weickenmeier |

|                                         |           |                                                              |
| Wingerter 8’ Kotuljac 73’ Engelmann 76’ | Marcatori | 20’, 52’ Zięba 25’ Landers 49’ (aut.) Lorenz 90’ Quotschalla |

| Arbitro: | Kunzmann |

|                         |           |             |
| Knappmann 27’ Zięba 62’ | Marcatori | 67’ Kulabas |

| Rheda-Wiedenbrück 28 aprile 2012, ore 14:00 CEST 35ª giornata | Wiedenbrück | 0 – 0 referto | Wuppertal | Jahnstadion (550 spett.)\| Arbitro: \| Lossius \| |
| Arbitro:                                                      | Lossius     |               |           |                                                   |

| Arbitro: | Storks |

|                                                                         |           |  |
| Knappmann 5’ Zięba 13’, 41’ Fleßers 27’ Quotschalla 67’ Herzenbruch 87’ | Marcatori |  |

| Arbitro: | Wenzel |

|              |           |                               |
| Langlitz 39’ | Marcatori | 69’ Quotschalla 87’ Knappmann |

| Arbitro: | Sönder |

|                                                  |           |                                           |
| Landers 34’ Quotschalla 46’ Knappmann 59’ (rig.) | Marcatori | 8’, 90’ Vrančić 16’ Boyd 40’, 56’ Hofmann |

## Statistiche

### Statistiche di squadra
| Competizione       | Punti | In casa | In casa | In casa | In casa | In casa | In casa | In trasferta | In trasferta | In trasferta | In trasferta | In trasferta | In trasferta | Totale | Totale | Totale | Totale | Totale | Totale | DR  |
| Competizione       | Punti | G       | V       | N       | P       | Gf      | Gs      | G            | V            | N            | P            | Gf           | Gs           | G      | V      | N      | P      | Gf     | Gs     | DR  |
| ------------------ | ----- | ------- | ------- | ------- | ------- | ------- | ------- | ------------ | ------------ | ------------ | ------------ | ------------ | ------------ | ------ | ------ | ------ | ------ | ------ | ------ | --- |
| Regionalliga ovest | 57    | 18      | 10      | 3       | 5       | 41      | 20      | 18           | 6            | 6            | 6            | 27           | 29           | 36     | 16     | 9      | 11     | 68     | 49     | +19 |
| Totale             | 57    | 18      | 10      | 3       | 5       | 41      | 20      | 18           | 6            | 6            | 6            | 27           | 29           | 36     | 16     | 9      | 11     | 68     | 49     | +19 |

### Andamento in campionato
| Giornata  | 1  | 2  | 3  | 4  | 5  | 6  | 7  | 8  | 9  | 10 | 11 | 12 | 13 | 14 | 15 | 16 | 17 | 18 | 19 | 20 | 21 | 22 | 23 | 24 | 25 | 26 | 27 | 28 | 29 | 30 | 31 | 32 | 33 | 34 | 35 | 36 | 37 | 38 |
| --------- | -- | -- | -- | -- | -- | -- | -- | -- | -- | -- | -- | -- | -- | -- | -- | -- | -- | -- | -- | -- | -- | -- | -- | -- | -- | -- | -- | -- | -- | -- | -- | -- | -- | -- | -- | -- | -- | -- |
| Luogo     | C  | T  | C  | T  | C  | T  | C  | T  | C  | T  |    | C  | T  | C  | T  | C  | T  | C  | T  | T  | C  | T  | C  | T  | C  | T  | C  | T  | C  |    | T  | C  | T  | C  | T  | C  | T  | C  |
| Risultato | N  | P  | N  | N  | V  | N  | P  | P  | V  | P  |    | N  | V  | P  | P  | V  | V  | V  | P  | N  | V  | V  | P  | N  | P  | P  | V  | N  | V  |    | V  | V  | V  | V  | N  | V  | V  | P  |
| Posizione | 10 | 15 | 16 | 15 | 10 | 10 | 12 | 14 | 12 | 13 | 15 | 15 | 11 | 14 | 14 | 13 | 10 | 10 | 10 | 10 | 6  | 6  | 7  | 8  | 9  | 9  | 8  | 8  | 8  | 9  | 8  | 8  | 6  | 6  | 6  | 5  | 5  | 5  |

Legenda:

Luogo: C = Casa; T = Trasferta. Risultato: V = Vittoria; N = Pareggio; P = Sconfitta.

### Statistiche dei giocatori
| B. Abelski       | 21 | 1  | 1 | 0 |
| K. Asaeda        | 16 | 1  | 2 | 0 |
| J. Assauer       | 14 | 2  | 4 | 0 |
| B. Baltes        | 25 | 0  | 3 | 0 |
| D. Brinkmann     | 2  | 0  | 1 | 0 |
| R. Fleßers       | 28 | 4  | 6 | 1 |
| D. Flottmann     | 33 | 3  | 8 | 1 |
| F. Haas          | 13 | 0  | 2 | 1 |
| R. Hammouchi     | 31 | 0  | 3 | 0 |
| F. Herzenbruch   | 24 | 1  | 4 | 0 |
| D. Kalaycı       | 0  | 0  | 0 | 0 |
| B. Kastrati      | 10 | 1  | 3 | 0 |
| M. Klafflsberger | 3  | 0  | 0 | 0 |
| C. Knappmann     | 36 | 30 | 4 | 0 |
| M. Landers       | 35 | 2  | 4 | 0 |
| S. Lorenz        | 5  | 0  | 0 | 0 |
| N. Matern        | 1  | 0  | 0 | 0 |
| J. Meier         | 27 | 0  | 1 | 0 |
| T. Moosmayer     | 33 | 4  | 4 | 0 |
| M. Quotschalla   | 16 | 5  | 3 | 0 |
| S. Samulewicz    | 7  | 0  | 0 | 0 |
| T. Schlieter     | 33 | 3  | 4 | 0 |
| C. Semmler       | 23 | 0  | 1 | 0 |
| B. Sube          | 3  | 0  | 0 | 0 |
| B. Weikl         | 0  | 0  | 0 | 0 |
| J. Zimmermann    | 19 | 0  | 1 | 0 |
| M. Zięba         | 31 | 9  | 4 | 0 |
| L. van den Bergh | 6  | 0  | 1 | 0 |